# 与板町

長岡市における平成の大合併。当町は北部に位置する。

与板町（よいたまち）は、新潟県三島郡に所在していた町。長岡市への通勤率は40.5%（平成17年国勢調査）。2006年1月1日、隣接する長岡市に編入された。
市街地には雁木が連なり、国道・県道・町道や公共施設の敷地内に至るまで消雪パイプが整備されている。長岡ケーブルテレビがあった。
江戸時代は与板陣屋が存在する城下町・川港町として、明治時代以降も三島郡の中心地として栄え、市街地の町並みの様子から加茂市等と共に越後の小京都と呼ばれている。

## 地理

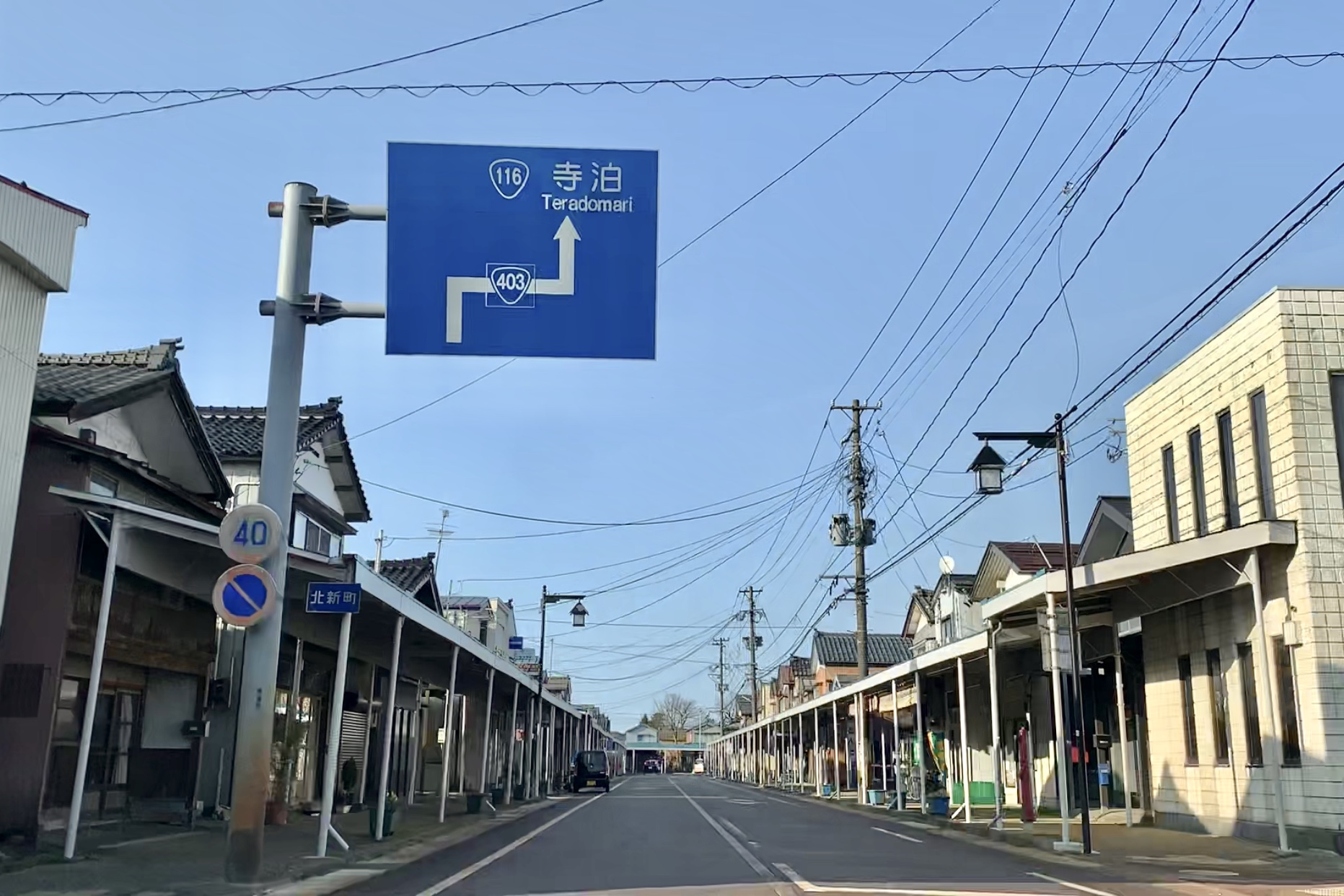
かぎ形の連続する国道403号

新潟県のほぼ中部に位置し、郡役所や警察署が置かれた事から三島郡の中心地であった。西部の三島丘陵と東部の信濃川左岸に挟まれる形で、その中央部に市街地が発達し、城下町特有の鍵形の道路が南北を縦断している。
- 山：三島丘陵、仏山、城山
- 河川：信濃川、黒川、旧黒川、千体川
- 鉱泉：馬越温泉

### 隣接していた自治体
- 長岡市
- 三島郡
  - 和島村、寺泊町

※2005年4月1日に長岡市に編入された以下の町とも隣接していた。
- 三島郡
  - 三島町
- 南蒲原郡
  - 中之島町

## 歴史
江戸時代に於いては与板藩を参照。

### 明治・大正期
- 1869年（明治2年）版籍奉還により藩主井伊直安が知藩事に就任。
- 1871年（明治4年）廃藩置県により与板県となり、藩主直安は東京へ移住。同年中に柏崎県へ編入。
- 1873年（明治6年）6月10日 柏崎県を新潟県へ編入。
- 1873年（明治6年）12月24日 旧町会所を利用して与板校開校（現長岡市立与板小学校）。
- 1875年（明治8年） 新潟方面へ向けての蒸気船『安進丸』就航開始。
- 1879年（明治12年）郡区町村編制法施行により越後国三島郡の領域が新潟県三島郡の管轄となり三島郡役所が置かれる。
- 1889年（明治22年）4月1日 町村制施行により三島郡が43町村、古志郡が51町村となる。
- 1889年（明治22年）4月1日 与板町の成立。与板15町・与板村（字海老島を除く）の併合による。
- 1889年（明治22年）4月1日 本与板村の成立。本与板村・馬越村・岩方村・仁ヶ村外新田の併合による。
- 1889年（明治22年）4月1日 黒川村の成立。南中村・中田村・蔦都村・成沢村・広野村・古川新田・吉津村の併合による。
- 1889年（明治22年）4月1日 大都村の成立。山沢村・槇原村・宮沢村・藤川村の併合による。
- 1889年（明治22年）与板尋常高等小学校が馬場丁地内へ移転。
- 1901年（明治34年）11月1日 与板町が本与板村大字本与板地区を編入（他地区は大河津村へ編入）。
- 1901年（明治34年）11月1日 大都村が天津村と合併し、大津村成立。

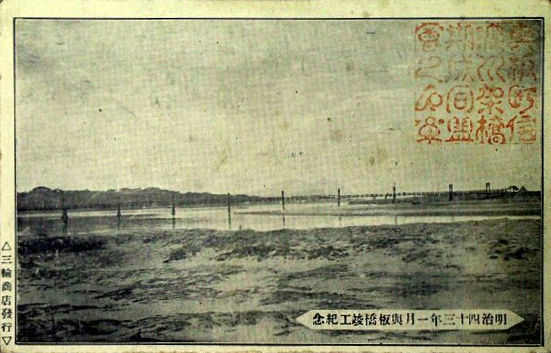
絵葉書『明治四十三年一月與板橋竣工記念』

- 1910年（明治43年）2月 木造の与板橋落成。
- 1911年（明治44年）8月 与板町・黒川村で信濃川・黒川が氾濫、与板橋が流出。
- 1913年（大正2年）電話交換局を設置、37戸が加入し与板町内に電話開通。
- 1915年（大正4年）10月7日 長岡鉄道与板 - 大河津 - 寺泊間開業。
- 1916年（大正5年）1月5日 西長岡 - 与板間延伸開業。
- 1926年（大正15年）三島郡役所廃止。

### 昭和期
- 1928年（昭和3年）5月6日 上与板駅開業。
- 1932年（昭和7年）6月 長岡駅 - 蔵王 - 与板間に長岡鉄道の路線バス開業。
- 1936年（昭和11年）12月 塩之入トンネル貫通。
- 1937年（昭和12年）4月 与板尋常高等小学校改築工事落成（東校舎・南校舎・西体育館）。
- 1943年（昭和18年）5月 与板町立与板高等女学校（現在の新潟県立正徳館高等学校）が開校。
- 1944年（昭和19年）7月 東京都葛飾区堀切小学校児童が本町へ疎開。
- 1947年（昭和22年）5月 与板町立与板中学校開校、与板小学校と校舎共有。
- 1948年（昭和23年）6月 東与板地内に新潟県立与板高等学校独立校舎落成、現在地へ移転。
- 1951年（昭和26年）12月1日 西長岡 - 寺泊間電化。
- 1954年（昭和29年）9月3日 東与板地内に与板中学校独立校舎一部落成、現在地へ移転。
- 1955年（昭和30年）3月31日 与板町・黒川村・大津村の一部（大字槇原・山沢）が新設合併し、与板町誕生（大津村の他地区は脇野町・日吉村と合併し三島町となる）。
  - 昭和の大合併で、県が示した合併構想は4か町村（与板町・大津村・脇野町・黒川村）による合併案であった。また長岡市へ合併後の旧古志郡下川西村の内、地理的にも近い脇川新田・李崎からは与板町への分町の声が上がったが実現しなかった。特に脇川新田は、住民独自の判断で当時の下川西中学校から与板中学校へ通学させた程であった。後に下川西中学校の統合に伴い1972年から与板中学校へ受入れられる（現在は江陽中学校区となる）。
- 1957年（昭和32年）3月 上水道敷設（大字与板・本与板・東与板）。
- 1957年（昭和32年）7月5日 大河津村大字馬越を編入（大河津村の他地区は寺泊町へ編入）。
- 1959年（昭和34年）2月1日 寺泊町大字岩方の一部（15か字、字金ヶ崎を除く）を編入。
- 1960年（昭和35年）4月1日 大字成沢（旧黒川村の一部）を分町、長岡市に編入。
- 1960年（昭和35年）8月 徳昌寺内に於いて縄文遺跡の発掘作業が行われ、火焔土器等が出土。
- 1961年（昭和36年）8月5日 8・5集中豪雨により信濃川・黒川が氾濫、甚大な被害。
- 1962年（昭和37年）3月10日 与板小学校鉄筋校舎（新北校舎）落成。
- 1963年（昭和38年）1月 記録的豪雪（昭和38年1月豪雪、サンパチ豪雪）、自衛隊に救援を要請。
- 1964年（昭和39年）1月 「よいた町だより」第1号発行。
- 1964年（昭和39年）4月 新潟県の出先機関である与板土木事務所を設置。
- 1964年（昭和39年）6月16日 新潟地震発生。与板高校校舎に甚大な被害、与板橋が通行禁止となる。
- 1965年（昭和40年）4月24日 現在の与板橋落成。
- 1966年（昭和41年）10月 与板高校新校舎落成。
- 1967年（昭和42年）4月 清掃センター岩方し尿処理場・母子健康センター落成。
- 1968年（昭和43年）10月 船戸町で火災発生。
- 1969年（昭和44年）黒川逆流止水門・放水路落成。
- 1970年（昭和45年）12月 消雪パイプ敷設（県道仲町－北新町・堂前地内）。
- 1974年（昭和49年）6月 塩之入に斎場落成。東与板地内に与板小学校が移転、移転後に旧東校舎が火災で焼失。
- 1975年（昭和50年）3月3日 与板小学校旧北校舎を改装し、役場庁舎を移転（現長岡市与板支所、1962年3月竣工）。旧西体育館は暫定的に式典等で使用される。
- 1975年（昭和50年）4月1日 越後交通長岡線：西長岡 - 越後関原間の旅客営業廃止、関原経由のバスへ転換。
- 1977年（昭和52年）4月1日 与板小学校旧南校舎跡に与板町立与板幼稚園開園、年長組142名入園。
- 1978年（昭和53年）6月26日 6・26梅雨前線豪雨発生。
- 1978年（昭和53年）10月 都市ガス供給開始。
- 1979年（昭和54年）7月 町民体育館（現長岡市与板体育館）落成。
- 1982年（昭和57年）6月 与板小学校西体育館解体。
- 1984年（昭和59年）4月1日 本与板・黒川保育所閉所、与板幼稚園増築と共に統合。
- 1987年（昭和62年）3月18日 長岡市李崎町・成沢町・川袋町・花井町の一部を与板町へ、与板町大字蔦都・広野の一部を長岡市へ境界変更。

### 平成期
- 1989年（平成元年）4月 老人保健施設「グリーンヒル与板」落成。与板中学校新校舎落成。与板保健所閉所、長岡保健所へ統合（後に与板保健センターが設置される）。
- 1989年（平成元年）11月 直江山城守兼続公の銅像建立（歴史民俗資料館敷地内）。
- 1991年（平成3年）10月 与板 - 長岡間の広域農道開通。
- 1993年（平成5年）3月 県道長岡－寺泊線の原裏バイパス開通、翌月より国道403号に昇格[2]。
- 1993年（平成5年）4月 江西地区に造成が進められていた住宅地に入居開始（現江西2・3・4丁目）。
- 1993年（平成5年）5月 健康福祉センター「志保の里荘」開館。
- 1995年（平成7年）4月 楽山苑ライトアップ事業開始。
- 1997年（平成9年）3月 与板陣屋跡に与板町ふれあい交流センター落成。
- 1998年（平成10年）4月 城山地区に造成が進められていた住宅地に入居開始（現城山1丁目）。
- 1998年（平成10年）10月1日 与板法務局閉所、長岡法務局へ統合。
- 1999年（平成11年）10月 阿弥陀瀬トンネル開通。
- 2001年（平成13年）3月 与板町障害者地域交流センター落成。
- 2004年（平成16年）10月23日 新潟県中越地震発生、町内で甚大な被害。
- 2005年（平成17年）3月 公共下水道普及率100％を達成。人物誌『与板のひとびと』発刊。
- 2006年（平成18年）1月1日 長岡市に編入合併され、閉町。与板町役場が長岡市与板支所となる。

### 市町村合併
- 2006年1月1日、長岡市に編入合併。なお、合併に先行する形で与板町並びに和島村、旧三島町、旧中之島町を管轄していた与板郷消防本部は2005年4月1日より長岡市消防本部与板消防署となっていた。
- 平成の大合併で、県が示した合併構想は4か町村（与板町・三島町・和島村・出雲崎町）による合併案[3]。当初4か町村による合併協議が行われたが、三島町が長岡市との合併を表明し離脱。その後、3か町村（与板町・和島村・出雲崎町）で合併協議会を設置し、新町名を「良寛町」と決定するに至るも、出雲崎町の離脱により断念。

## 行政

### 行政機関
- 町の機関
  - 与板町役場
  - 与板郷消防本部（2005年まで設置、長岡市への編入合併に先立ち長岡市消防本部与板消防署となった。）
- 県の機関
  - 新潟県警与板警察署
  - 長岡地域振興局地域整備部与板維持管理事務所（旧与板土木事務所）

### 町長
| 代 | 氏名       | 就任年月日    | 退任年月日     |
| -- | ---------- | ------------- | -------------- |
| 1  | 山田泰梧   | 1889年5月     |                |
| 2  | 川上文平   | 1951年4月     | 1963年3月      |
| 3  | 内山大三   | 1963年4月     | 1971年3月      |
| 4  | 川上文平   | 1971年4月     | 1977年7月      |
| 5  | 平澤甚九郎 | 1977年8月     | 2001年8月20日  |
| 6  | 山崎忠彌   | 2001年8月21日 | 2005年12月31日 |

## 経済

### 工業
- 越後与板打刃物（1986年経済産業大臣指定伝統的工芸品指定）[4]

### 商業

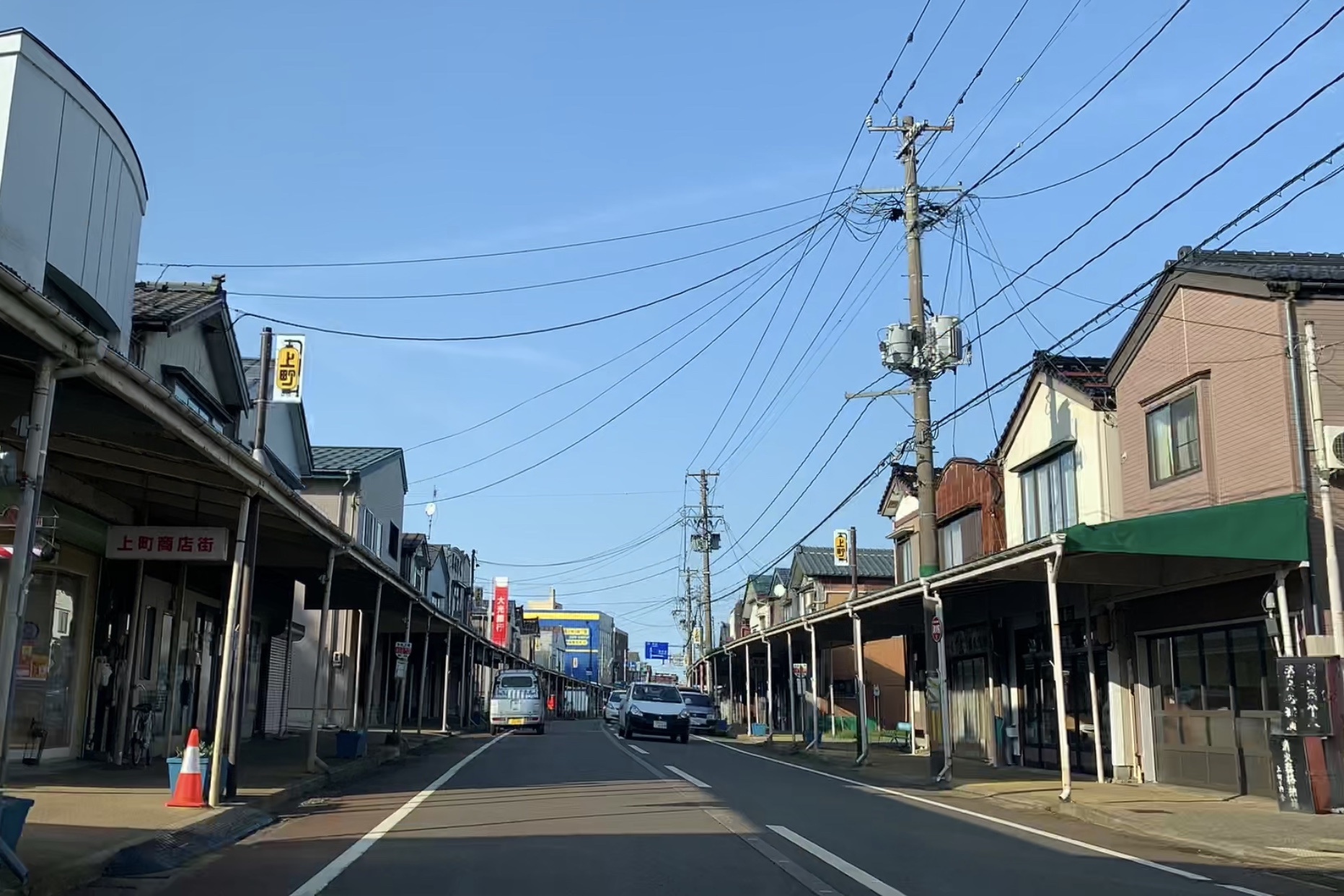
上町商店街のアーケード（合併後の2020年3月撮影）

かつて雁木のあった区間の多くにアーケードが架けられ、商店街が形成されていた。この雁木からアーケードへの改造は、1959年から1970年ごろにかけて、道路の9 m拡幅工事にあわせて行われたものである。

## 教育

### 高等学校
- 新潟県立正徳館高等学校（2005年開校）
- 新潟県立与板高等学校（2007年閉校）

### 中学校
- 与板町立与板中学校

### 小学校
- 与板町立与板小学校

### 幼児教育
- 与板幼稚園
- 与板こども園（私立）

### 閉校
- 黒川中学校（1961年与板中学校へ統合）
- 黒川小学校（1966年与板小学校へ統合）
- 黒川保育所（1984年与板幼稚園の増設に伴い閉所）
- 本与板保育所（1969年開所、1984年与板幼稚園の増設に伴い閉所）

## 交通

### 鉄道
かつては私鉄路線である越後交通長岡線が存在したが、1975年3月31日をもって廃線となっている。
- 槇原駅 - 上与板駅 - 与板駅 - 岩方駅

なお、長岡線開業以前には越後線の小島谷駅が与板駅と称していたが、これは与板町ではなく隣の和島村に所在した。

### バス
路線バス

最新のバス路線図（更新日は右上に記載）

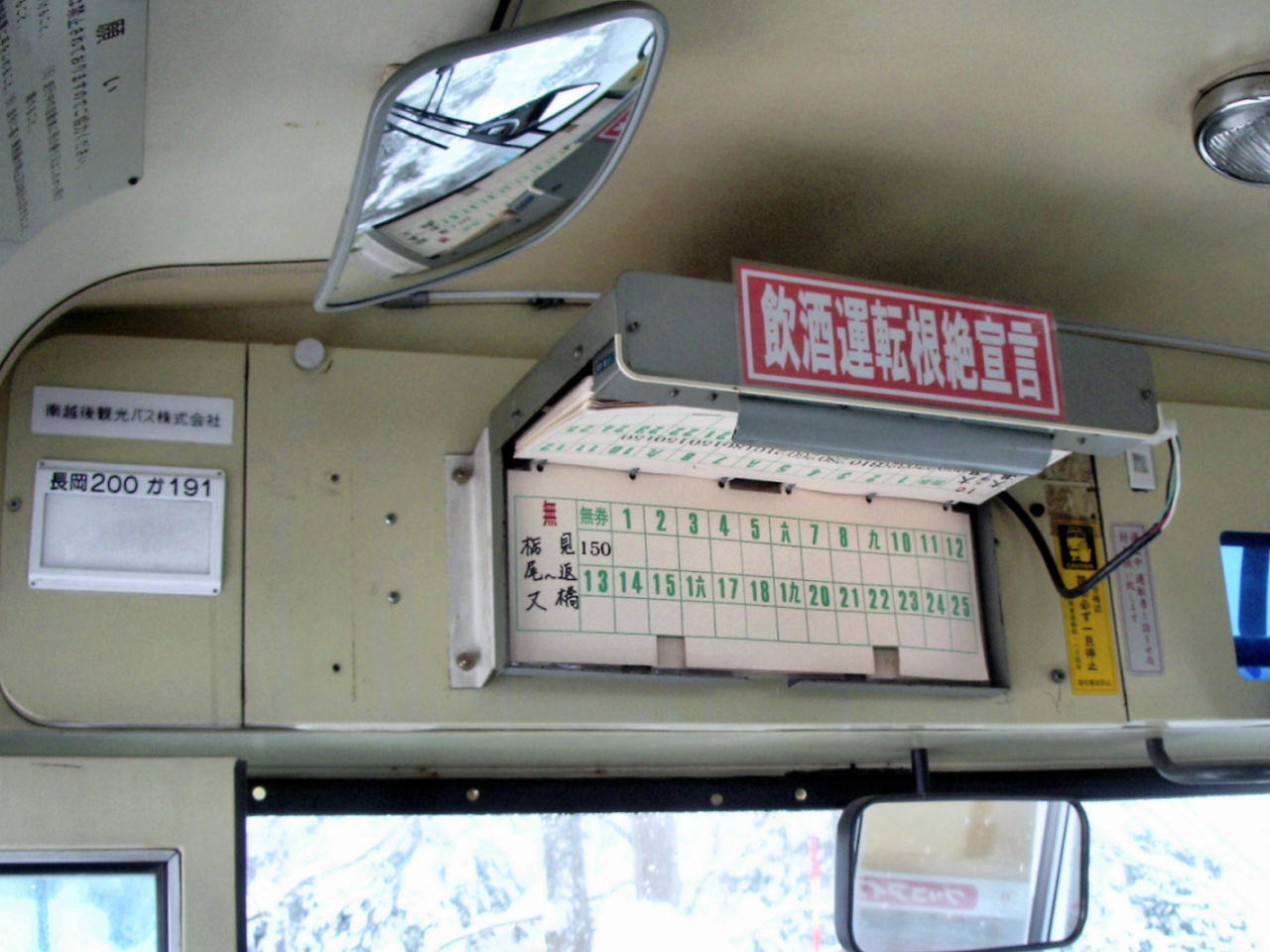
旧式の運賃表示器

越後交通が運行。主に中心部の与板仲町と長岡駅とを結び、与板仲町－長岡駅間の運行本数は2 - 3本程度/時間（朝のラッシュ後 - 午前中は本数少なめなので注意）。なお、注意しなければならないのは長岡駅大手口 - 与板仲町でもバスによって経由するルートが複数あり、それぞれ所要時間・通る道が違う。一番早く与板へ行くバスは大手口12番線から発車する李崎（すもんざき）経由与板行きで所要時間は30分程度。この李崎経由のバスが長岡から与板へ行く一般的早く着く路線である。（李崎経由でのルートでの単純な与板止まりのバスは本数が少ないため、同じルートで与板も止まる急行寺泊行きや李崎を経由しないで与板より先、旧和島村小島谷へ行くバスを利用するしかない。ただし小島谷行きは与板まで槇下・成沢を経由するため、所要時間もかかり本数も少ない。与板へは急行寺泊行きのバスを組み合わせると本数がある程度ある）
バス内に設けられている運賃表示器は2003年まで、紙で書かれた停留所ごとの運賃表が運賃区界ごとにパタンと落ちて表示される旧式のものを使用していた。現在は電光掲示式。
- 急行長岡駅－李崎経由－寺泊線
  - 長岡駅大手口12番線発着
  - 長岡駅前－蔵王橋－巻島－李崎－上与板－与板仲町－寺泊駅－寺泊大町（-大野積）
  - 平日下り15本、上り14本。土日祝は下り14本、上り13本。
  - 長岡駅前－与板仲町間片道410円、所要時間32分前後。

- 長岡駅－李崎経由－与板線
  - 長岡駅大手口12番線発着
  - 長岡駅前－蔵王橋－巻島－李崎－東与板－与板仲町－与板終点（旧与板駅）
  - 平日下り5本、上り5本。土日祝は下り4本、上り4本。
  - 長岡駅前－与板仲町間片道410円、所要時間34分前後。

- 長岡駅－成沢経由－小島谷線
  - 長岡駅大手口12番線発着
  - 長岡駅前－蔵王橋－槇山－槇下－成沢－槇原－堤下（与板城最寄り）－与板仲町－与板警察署前－本与板（本与板城最寄り）－志保の里荘前－島崎－小島谷駅
  - 下り5本、上り6本。
  - 長岡駅前－与板中町間片道410円、所要時間43分前後。

- 長岡駅－河根川経由－与板線
  - 長岡駅大手口2番線発着
  - 長岡駅前－長生橋－大島－河根川－大野－瓜生－与板仲町－与板終点
  - 平日下り5本、上り6本。土日祝は下り4本、上り5本。
  - 長岡駅前－与板中町間片道410円、所要時間36分前後。

- 長岡駅－関原経由－与板線
  - 長岡駅大手口6番線発着
  - 長岡駅前－関原－鳥越－脇野町－宮沢－槇原－与板仲町－与板終点（一部長岡駅前－日赤病院間運行）
  - 平日上下7本。土日祝は下り6本、上り7本。
  - 長岡駅前－与板中町間片道540円、所要時間49分前後。

なお、李崎経由と槇下・成沢経由は途中の花井（下川西小学校前）で十字交差（それぞれのルートである県道が花井の交差点で交わるため）、また槇下・成沢経由は南中で河根川経由とも十字交差（南中の交差点で交わるため）し、与板町槇原・倉谷付近から関原・脇野町経由と同じルートを辿っていく。長岡行きも槇原・倉谷付近まで同じルートを辿る。

### 道路

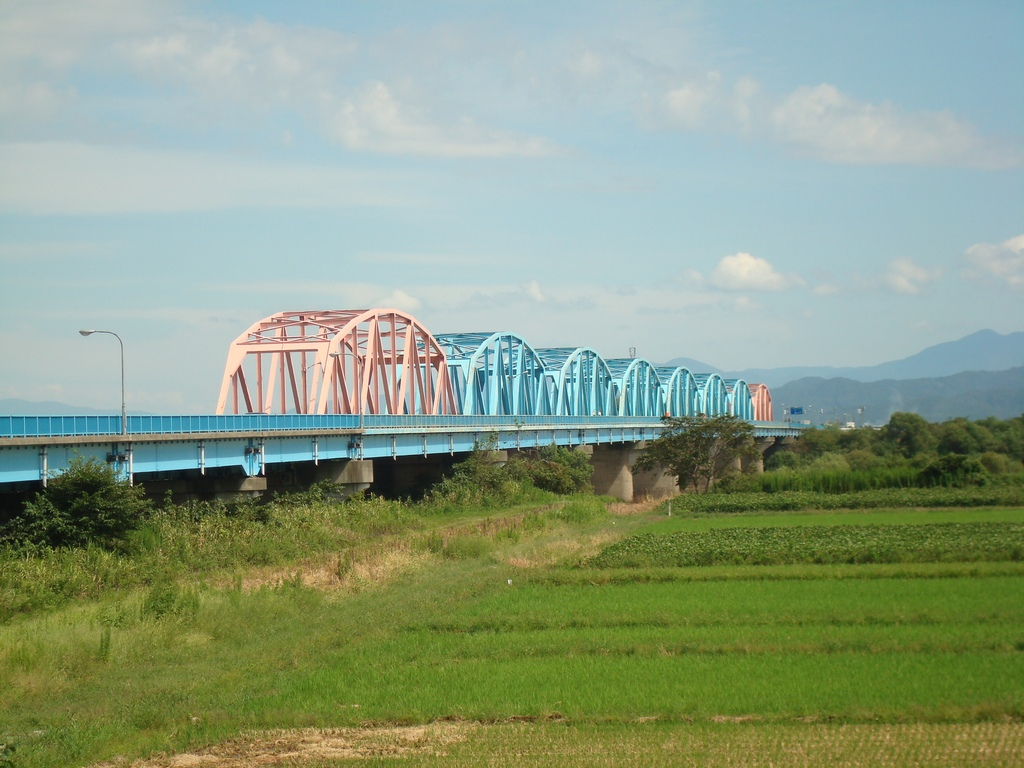
信濃川に架かる与板橋

- 一般国道
  - 国道403号
- 都道府県道
  - 主要地方道
    - 新潟県道22号長岡寺泊線
    - 新潟県道69号長岡和島線

## 施設

### 集会場
- 勤労青少年ホーム
- ふれあい交流センター
- 与板体育館（集会室）
- 公民館

### 資料館
- 与板町歴史民俗資料館 - 1987年（昭和62年）4月オープン[7][8]。

### スポーツ施設
屋内スポーツ施設
- 与板体育館
- 健康福祉センター志保の里荘（屋内ゲートボール場）

屋外スポーツ施設
- うまみち森林公園（キャンプ場・ログハウス・アスレチック） - 1982年（昭和57年）7月オープン[9]。2000年（平成12年）7月のリニューアルオープンの際にオートキャンプサイトが新設された[10]。
- ハイキングコース
- 与板河川緑地たちばな公園（スポーツゾーン・プレイゾーン）
  - スポーツ広場（野球・サッカー）
  - テニスコート（全天候型3面）
  - ゲートボール場（3面）
  - 各種遊具

### 娯楽施設
- 与板高島座 - 1969年の与板町では唯一の映画館[11]。

## 観光

### 自然
- 与板河川緑地たちばな公園：花しょうぶといしぶみの里ゾーンには、菖蒲（約7万本）、桜、良寛歌碑（21基）などがある。
- 楽山苑：楽山亭（大坂屋旧別荘）と積翠庵（茶室）があり、一般利用もできる。
- 三島丘陵：ハイキングコースとして知られる。
- 馬越島：信濃川の中州としては最大。約50ha。

### 歴史・文化
- 本願寺新潟別院：お取越し。
- 与板城跡（県指定史跡）
- 本与板城跡

### イベント
- 「西本願寺新潟別院お取越し」 - 6月下旬。
- 「与板十五夜まつり」 - 9月中旬。
- 「楽山亭ライトアップ」 - 春。

### 名物
- 大判焼き

### 鉱泉
- 越の湯 - 弱食塩・単純炭酸泉
- 杖の湯（健康福祉センター「志保の里荘」）

## 著名な出身者
- 三輪晁勢（画家）
- 中川清兵衛（国産ビールの技術開拓者）
- 三島雅夫（俳優）
- 柏木義円 （非戦平和の使徒,牧師,キリスト教思想家）
- 石田信次（教育者）
- 大矢紀（画家）